# Östergötlands runinskrifter SvK43L1;174
Östergötlands runinskrifter SvK43L1;174 (tidigare signum: Ög SKL1;174) är en lockhäll till en Eskilstunakista, som jämte ett antal andra gravhälls- och byggnadslämningar förvaras i magasinsbyggnaden vid Vreta klosters kyrka. Materialet är kalksten. Det bevarade fragmentet utgör av storleken att döma drygt hälften av den kompletta hällen. Det ligger också idag som lockstycke på en i princip komplett Eskilstunakista, men tycks inte ha bildat ett gemensamt stycke med den andra lockdelen (Se bild). De inre ytorna är dekorerade med sirliga ornament och längs kanten löper en bård med runor. Stungna i-runor finns i inskriften som sannolikt är från 1000-talet. Ristaren har inte använt den brukliga bistavslutningen på n- och a-runorna, med följd att n-runan ser ut som a-runan brukar se ut och vice versa, vilket avspeglar sig i translittereringen nedan.

## Translitterering
I translittererad form blir gravhällens runinskrift som följer:
... ...etu : kiar... ...umbl : eftR : oln : botn : sia : koþ...

## Normalisering och översättning
Samnordisk runtextdatabas normaliserar runtexten till:
... [l]étu ger[a k]uml eptir Óla, bónda sinn góð[an]
vilket i översättning blir "... läto göra kumlet (minnesmärket) efter Ole, sin gode make." Bónda brukar alltså betyda make. Därför är det en märklighet med den här inskriften, vilket påpekas i Sveriges kyrkor, att dess predikatsverb har fått böjningsformen letu, ty den formen förutsätter ett pluralt subjekt.